# Leipziger Elektrische Straßenbahn
Die AG Leipziger Elektrische Straßenbahn (LESt) war ein Straßenbahnbetrieb in Leipzig. Sie betrieb ab 1896 ein von Anfang an elektrifiziertes Straßenbahnnetz in Leipzig und wurde am 1. Januar 1917 von der Großen Leipziger Straßenbahn AG, einem Vorgänger der heutigen Leipziger Verkehrsbetriebe (Straßenbahn Leipzig), übernommen. Die LESt war im Volksmund als die „Rote“ bekannt, während ihr Konkurrenzunternehmen, die Große Leipziger Straßenbahn, die „Blaue“ hieß. Die Bezeichnung rührt von der Farbgebung der Wagen her.

## Geschichte

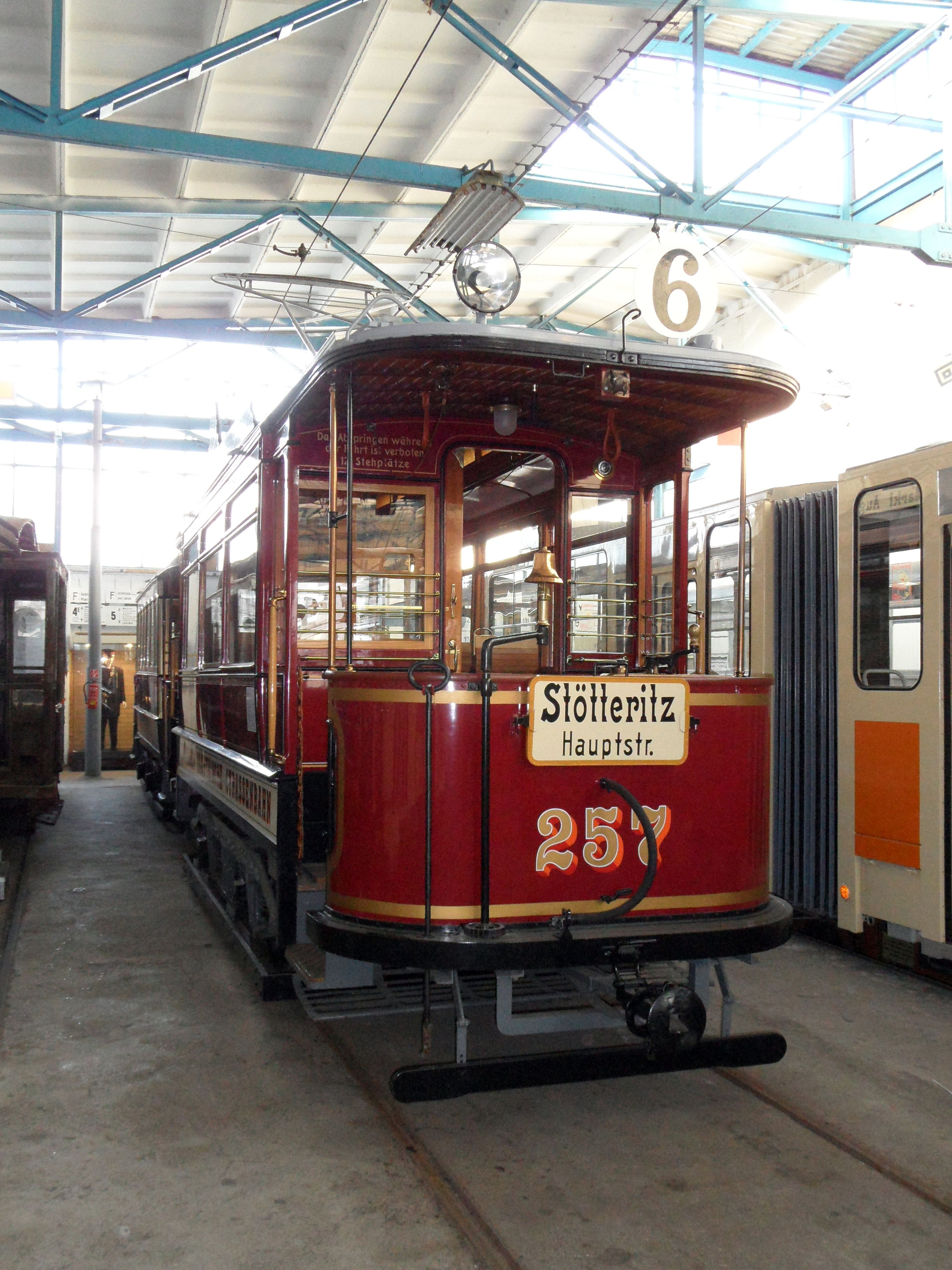
Triebwagen 257 des Typs 16 der „Roten“ im Straßenbahnhof Leipzig-Möckern

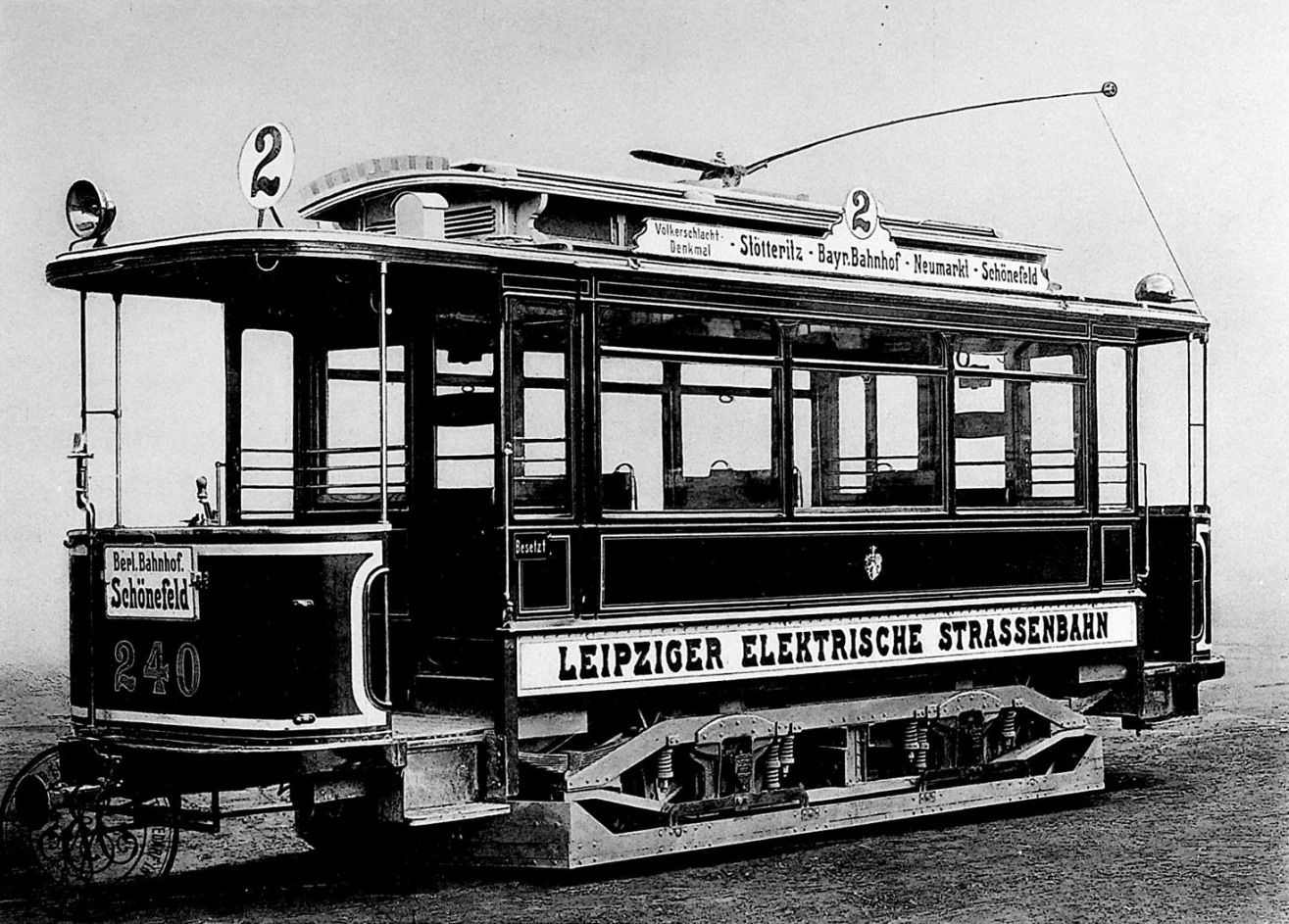
Straßenbahn produziert in Weimar (Produktkatalog Aktiengesellschaft für Eisenbahn- und Militärbedarf Weimar)

### Aufbau des Grundnetzes
Bereits 1892 beantragte Richard Lehfeld im Auftrag der AEG den Bau elektrischer Straßenbahnen in Leipzig. 1894 schloss er mit der Stadt und den anzubindenden Gemeinden einen Vertrag und am 3. April 1895 wurde die LESt gegründet. Die Bau- und Betriebsgenehmigung erhielt die AEG kurz darauf. In der Konzession wurde die bei der bisherigen Leipziger Pferde-Eisenbahn verwendete Spurweite von 1458 mm gefordert, die ihrerseits nur durch den nicht ausreichend spurstabilen Langschwellenoberbau der Bauart Loubat entstanden war, obwohl dieser längst nicht mehr existierte und einteilige Rillenschienen Stand der Technik waren. Am 20. Mai 1896 eröffnete die LESt nach neun Monaten Bauzeit ihre erste Strecke von der Brüderstraße über die Ostseite des Königsplatzes (heute Wilhelm-Leuschner-Platz), durch den Neumarkt, die Reichs- und Gerberstraße (nordwärts) bzw. Nord- und Katharinenstraße (südwärts), die Berliner, Mockauer und Kieler Straße bis Mockau, Kirche, sowie die Zweigstrecke von der Mockauer / Volbedingstraße bis Schönefeld, Löbauer Straße. Bereits fünf Wochen vorher hatte die Große Leipziger Straßenbahn ihre erste elektrifizierte Strecke eröffnet.
In den Wochen darauf ging der Rest des geplanten Netzes in Betrieb. Dies waren:
- die Verlängerung durch die Brüderstraße zum Bayerischen Bahnhof,
- die Zweigstrecke vom Königsplatz durch die Wächter-, Grassi-, Beethoven-, Marschner-, Sebastian-Bach-, Ferdinand-Lassalle-Straße, Klingerweg und Könneritzstraße bis zur Oeserstraße (kurz vor dem Schleußiger Weg) in Schleußig,
- die Strecke von Gohlis, Platnerstraße durch das Rosental, die Wald-, Elster-, Zentralstraße, Thomasgasse, Grimmaische Straße, die Nordseite des Augustusplatzes, die Poststraße (heute überbaut), Quer-, Schützen- und Karlstraße (Chopinstraße) zum Marienplatz,
- und schließlich die Verlängerung der Schleußiger Strecke über Schleußiger Weg (Antonienstraße), Adler und Hauptstraße (Dieskaustraße) bis Großzschocher, Huttenstraße (22. Juni).

Die Streckenführung durch die engen Straßen in der Innenstadt und in den Vorstädten musste gewählt werden, da die Große Leipziger Straßenbahn bereits die Hauptstraßen in Beschlag hatte und die LESt die Strecken der Konkurrenz nur auf einer Länge von zu Anfang 400, später 500 Metern mitbenutzen durfte. Eine Mitbenutzung vorhandener Gleise erfolgte im Ring, zwischen der Abzweigung zum Neumarkt und der Abzweigung zur Ostseite des Königsplatzes, sowie auf der Klingerbrücke in Schleußig.
Bis Herbst 1900 wurden weitere Strecken eröffnet. Darunter eine Querverbindung von der Querstraße über Bayerischer Bahnhof zum Konzerthaus (Beethoven-/Grassistraße), eine Zweigstrecke durch die Elisenstraße (Bernhard-Göring-Straße) bis zur Scharnhorststraße, eine Verlängerung der Marienplatz-Strecke durch die Kohlgarten- und Bergstraße zum Kirchplatz in Reudnitz, wo sie sich nach Schönefeld und Sellerhausen verzweigte, eine Strecke vom Johannisplatz über Täubchenweg, Riebeckstraße nach Stötteritz (Holzhäuser Straße), eine Strecke von der Berliner/Apelstraße nach Eutritzsch (Dübener Landstraße), sowie eine Verbindung vom Bayerischen Platz über Windmühlenweg (Philipp-Rosenthal-Straße), Johannisallee und Oststraße zur Riebeckstraße, eine Zweigstrecke durch die Schönbachstraße und die Verlängerung der Gohliser Strecke von der Platnerstraße einerseits durch die Kirschbergstraße nach Möckern (Kernstraße) und andererseits durch die Lindenthaler Straße bis zu den Neuen Kasernen (heute Landsberger/Max-Liebermann-Straße).
Die Linien wurden mit Zieltafeln bezeichnet, die einen weißen oder farbigen Untergrund hatten und teilweise einen farbigen Diagonalstreifen. Am 17. Dezember 1900 führte die LESt auf Anordnung der Stadt Liniennummern ein und änderte teilweise die Linienfarben. Folgendes Netz wurde zu diesem Zeitpunkt betrieben:
| bisherige Linienfarbe       | Linie | Verlauf | neue Linienfarbe |
| --------------------------- | ----- | --- | ---------------- |
| weiß                        | 1     | Mockau (Kirche) – Berliner Straße – Nord- bzw. Gerberstraße – Neumarkt – Königsplatz – Bayerischer Bahnhof – Elisenstraße | weiß             |
| weiß mit grünem Streifen    | 2     | Schönefeld (Löbauer Straße) – Berliner Straße – Nord- bzw. Gerberstraße – Neumarkt – Königsplatz – Bayerischer Bahnhof – Johannisallee – Prager bzw. Oststraße – Stötteritzer Straße – Schönbachstraße (Ecke Reitzenhainer Straße, heute Prager Straße)                                                     | violett          |
| weiß mit gelbem Streifen    | 3     | Eutritzsch (Dübener Landstraße) – Eutritzscher Markt – Eutritzscher Zentrum – Wittenberger Straße – Apelstraße – Berliner Straße – Nord- bzw. Gerberstraße – Neumarkt – Königsplatz – Wächterstraße – Konzerthaus – Klingerbrücke – Könneritzstraße – Adler – Kleinzschocher – Großzschocher (Huttenstraße) | gelb             |
| weiß mit violettem Streifen | 4     | Möckern (Kernstraße) – Kirschbergstraße – Platnerstraße – Rosental – Waldplatz – Thomaskirche – Markt – Augustusplatz – Querstraße – Marienplatz – Reudnitz, Kirchplatz – Wurzner Straße – Plaußiger Straße                                                                                                 | weiß             |
| violett                     | 5     | Schönefeld (Löbauer Straße) – Stannebeinplatz – Reudnitz, Kirchplatz – Marienplatz – Querstraße – Johannisplatz – Bayerischer Bahnhof – Konzerthaus – Klingerbrücke – Könneritzstraße – Adler – Kleinzschocher                                                                                              | violett          |
| grün                        | 6     | Gohlis (Kasernen) – Lindenthaler Straße – Platnerstraße – Rosental – Waldplatz – Thomaskirche – Markt – Augustusplatz – Querstraße – Johannisplatz – Täubchenweg – Reudnitz – Riebeckstraße – Stötteritzer Straße – Stötteritz (Holzhäuser Straße)                                                          | grün             |
| gelb                        | 7     | Blücherplatz – Neumarkt – Königsplatz – Wächterstraße – Konzerthaus – Klingerbrücke – Könneritzstraße – Schleußig, Oeserstraße (nur im Berufsverkehr) | gelb             |

### Weitere Entwicklung
Damit war der Streckenausbau vorerst abgeschlossen. 1902 kam noch eine kurze Verlängerung in der Riebeckstraße von der Stötteritzer bis zur Prager Straße hinzu, sowie 1904 die Verlängerung der Strecke in der Elisenstraße um eine Haltestelle bis zur Hardenbergstraße. 1905 wurde die Strecke in der Wurzner Straße bis zur Stadtgrenze nach Paunsdorf am Friedhof Sellerhausen verlängert. Die Strecke in der Elisenstraße wurde 1906 über die Waisenhausstraße (heute Arno-Nitzsche-Straße) bis Connewitz, Kreuz verlängert.
Ein Störungspunkt wurde 1908 beseitigt, als die Berliner Straße höhergelegt wurde und die Berliner Brücke den bisherigen Bahnübergang ersetzte. Als die Große Leipziger Straßenbahn 1910 die Schleife Richard-Wagner-Straße in Betrieb nahm, baute die LESt ein eigenes Gleis ein, sodass die Schleife mitbenutzt werden konnte. 1912 entstand noch eine Strecke von der Waisenhausstraße in Connewitz entlang der Zwenkauer Straße sowie eine kurze Strecke von der Johannisallee bis zum Deutschen Platz, wo eine Gleisschleife gegenüber der Einmündung der Siegismundstraße gebaut wurde. Zur Anbindung des neuen Hauptbahnhofs baute die LESt 1913 eine Querverbindung vom Bahnhofsvorplatz durch die Brandenburger Straße und Hahnekamm zur Querstraße.
Die Strecke in der Schönbachstraße wurde ebenfalls 1913 in die Reitzenhainer Straße (heute Prager Straße) verlängert, wo auf der erlaubten Länge von 400 Metern die bestehenden Gleise mitbenutzt wurden. Am neu eröffneten Völkerschlachtdenkmal entstand die sogenannte „Schlippe“, eine Kuppelendstelle neben der Reitzenhainer Straße. Eine ähnliche Konstruktion wurde weiter nördlich in der Reitzenhainer Straße gebaut. Die Strecke zum Deutschen Platz wurde in die Reitzenhainer Straße verlängert und nach Überquerung der Eisenbahnstrecke entstand an der späteren Naunhofer Straße ebenfalls eine Kuppelendstelle neben der Straße.
Vor Beginn des Ersten Weltkriegs bestand folgendes Liniennetz:
| Linie | Verlauf |
| ----- | --- |
| 1     | Mockau (Kirche) – Berliner Straße – Nord- bzw. Gerberstraße – Hallisches Tor – Neumarkt – Königsplatz – Bayerischer Bahnhof – Elisenstraße – Waisenhausstraße – Connewitz (Zwenkauer Straße) |
| 2     | Schönefeld (Löbauer Straße) – Berliner Straße – Nord- bzw. Gerberstraße – Hallisches Tor – Neumarkt – Königsplatz – Bayerischer Bahnhof – Johannisallee – Prager bzw. Oststraße – Stötteritzer Straße – Schönbachstraße – Südfriedhof/Völkerschlachtdenkmal                                                 |
| 3     | Eutritzsch (Dübener Landstraße) – Eutritzscher Markt – Eutritzscher Zentrum – Wittenberger Straße – Apelstraße – Berliner Straße – Nord- bzw. Gerberstraße – Neumarkt – Königsplatz – Wächterstraße – Konzerthaus – Klingerbrücke – Könneritzstraße – Adler – Kleinzschocher – Großzschocher (Huttenstraße) |
| 4     | Möckern (Kernstraße) – Kirschbergstraße – Platnerstraße – Rosental – Waldplatz – Thomaskirche – Markt – Augustusplatz – Querstraße – Marienplatz – Reudnitz, Kirchplatz – Wurzner Straße – Paunsdorf, Stadtgrenze                                                                                           |
| 5     | Schönefeld (Löbauer Straße) – Stannebeinplatz – Reudnitz, Kirchplatz – Marienplatz – Querstraße – Johannisplatz – Bayerischer Bahnhof – Konzerthaus – Klingerbrücke – Könneritzstraße – Adler – Kleinzschocher (Depot)                                                                                      |
| 6     | Gohlis (Kasernen) – Lindenthaler Straße – Platnerstraße – Rosental – Waldplatz – Thomaskirche – Markt – Augustusplatz – Querstraße – Johannisplatz – Täubchenweg – Reudnitz – Riebeckstraße – Stötteritzer Straße – Stötteritz (Holzhäuser Straße)                                                          |
| 7     | Stötteritz (Papiermühlstraße) – Stötteritzer Straße – Riebeckstraße – Reudnitz – Täubchenweg – Johannisplatz – Bayerischer Bahnhof – Elisenstraße – Waisenhausstraße – Connewitz (Kreuz) |
| 8     | Schönefeld (Stannebeinplatz) – Reudnitz, Kirchplatz – Marienplatz – Hahnekamm – Hauptbahnhof – Hallisches Tor – Neumarkt – Königsplatz – Wächterstraße – Konzerthaus – Klingerbrücke – Könneritzstraße – Schleußig (Oeserstraße)                                                                            |
| 9     | Waldstraße – Waldplatz – Thomaskirche – Markt – Augustusplatz – Querstraße – Johannisplatz – Täubchenweg – Reudnitz – Riebeckstraße – Riebeck-/Prager Straße |
| 10    | Hauptbahnhof/Westseite – Hallisches Tor – Neumarkt – Königsplatz – Brüderstraße – Bayerischer Bahnhof – Windmühlenweg – Deutscher Platz – Reitzenhainer/Naunhofer Straße |

Mit Ausbruch des Krieges wurde am 3. August 1914 die Linie 9 eingestellt und die Linie 10 auf den Abschnitt vom Königsplatz zur Naunhofer Straße verkürzt. Die letzte Verlängerung erfolgte am 31. Oktober 1914. Die neue Strecke führte von der Dübener Landstraße zum Krankenhaus St. Georg. Zunächst verkehrte hier nur ein Pendelwagen der Linie 3. Gleichzeitig tauschten die Linien 1 und 3 ihre südlichen Endstellen, sodass die 1 nun nach Großzschocher und die 3 zur Zwenkauer Straße fuhr. Noch heute verkehrt die Linie 1 durch Schleußig und nach Mockau, jedoch auf einem geänderten Linienweg.
Noch 1915 begann man damit, die Strecke durch das Rosental auf einen eigenen Bahnkörper zu verlegen. Am 18. August 1916 ging der erste Abschnitt von der Waldstraßenbrücke bis zur Polizeiwache in Betrieb. Die LESt existierte jedoch nur noch bis zum Jahresende 1916, als die Stadt Leipzig anordnete, dass die beiden Konkurrenzunternehmen fusionieren. Die Große Leipziger Straßenbahn übernahm damit die LESt. Die ebenfalls geplante Schleife in Schönefeld an der Volbedingstraße wurde erst 1929 durch die Große Leipziger Straßenbahn gebaut.

### Verbleib der Strecken
Zunächst wurden alle Strecken der LESt von der GLSt weiterbetrieben. Wegen der technischen Unterschiede bei den Wagen musste auch der Fahrzeugeinsatz vorerst getrennt bleiben. Ein Großteil des LESt-Netzes in der Innenstadt und den nahen Vorstädten wurde aufgrund der verwinkelten Führung durch enge Straßen jedoch bereits in den Jahren nach der Übernahme stillgelegt und die Linien fuhren dann über GLSt-Strecken, die sich in den breiteren, geraderen Hauptstraßen befanden. Die einzige ehemalige LESt-Strecke in der Innenstadt, die noch heute Gleise hat, ist ein Teil der Messekehre am Wilhelm-Leuschner-Platz in der westlichen Windmühlenstraße. Die Strecken, die quer durch die Innenstadt verliefen, wurden zunächst weiterhin befahren, insbesondere die Strecke vom Waldplatz durch die Elster- und Zentralstraße über die Thomaskirche und die Grimmaische Straße zum Augustusplatz. Sie wurde erst 1951 stillgelegt. Die Nord-Süd-Strecke über Neumarkt, Reichsstraße, Markt und Katharinenstraße wurde von den Stadtrundfahrten mit dem ersten »Gläsernen Leipziger« befahren, jedoch 1951 ebenfalls mit stillgelegt und daraufhin zügig abgebaut. Die Strecken durch die Kohlgarten- und Kirchstraße (heute Hermann-Liebmann-Straße) wurden mit den GLSt-Bestandsstrecken neu verbunden und bis zur Liniennetzreform 2001 planmäßig befahren. Die Kohlgartenstraße wurde danach Betriebs- und Umleitungsstrecke, die Strecke in der unteren Hermann-Liebmann-Straße dagegen ganz aufgegeben. Von den Außenstrecken der LESt sind viele bis heute in Betrieb, nämlich die Strecken nach Schleußig, Großzschocher, Gohlis, Eutritzsch, Mockau, Schönefeld, Paunsdorf, Stötteritz und entlang der Philipp-Rosenthal-Straße. Der Abschnitt von der Apelstraße bis Eutritzscher Zentrum ist nur noch Betriebsstrecke. Die LESt-Strecken nach Connewitz und Möckern sowie entlang der Schönbachstraße sind stillgelegt.

## Betriebshöfe

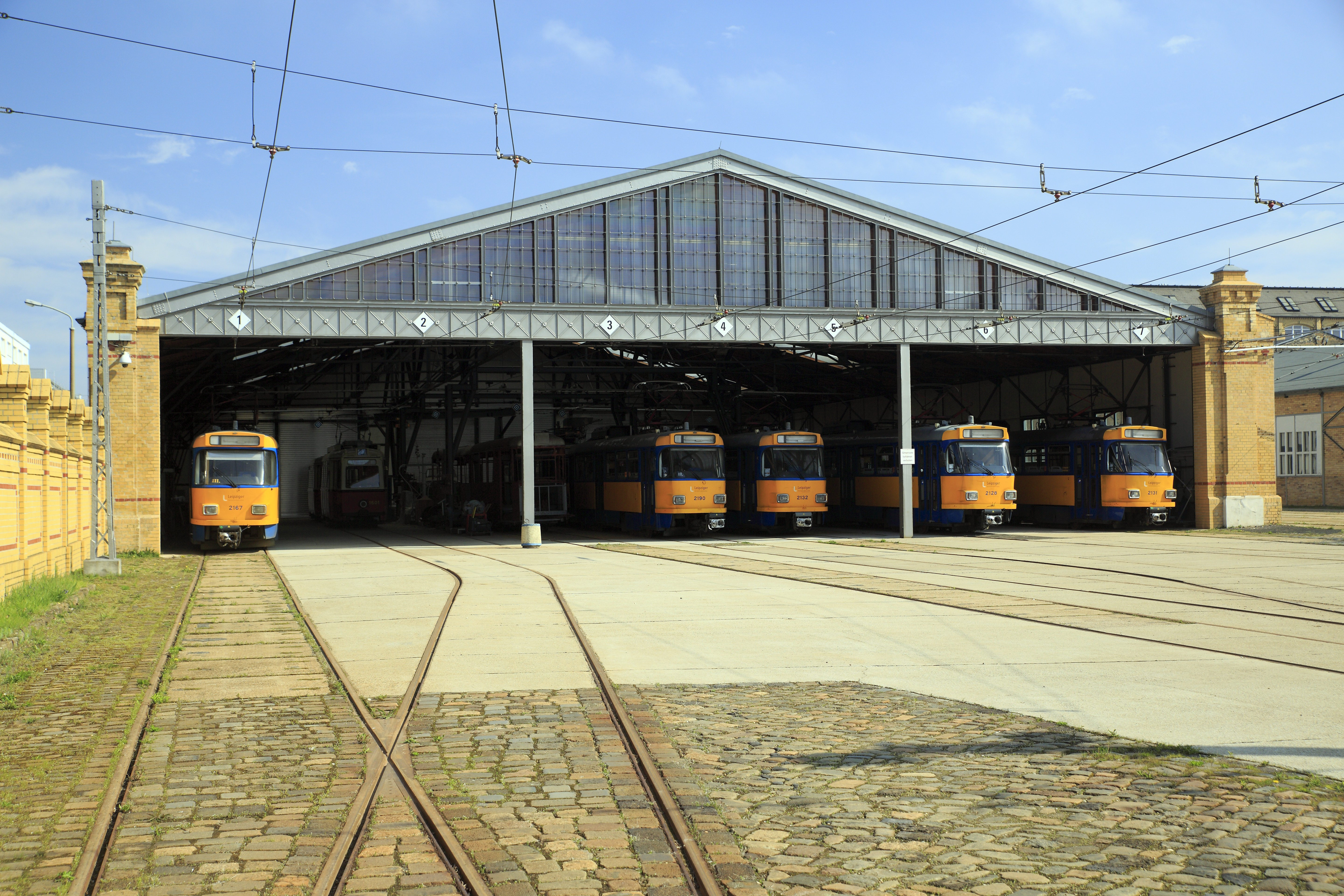
Betriebshof Wittenberger Straße, Halle I (April 2019)

Das Stammdepot der LESt war der seit Mai 2019 als Straßenbahnmuseum genutzte Betriebshof Wittenberger Straße gegenüber dem früheren Berliner Bahnhof. Es wurde mit der Eröffnung des Betriebs 1896 eingeweiht. Um die Leerfahrten zum Ein- und Ausrücken zu verringern, baute die LESt in den folgenden Jahren sogenannte Übernachtungsdepots, also Abstellhallen ohne Werkstatteinrichtungen. 1898 gingen die Depots an der Endstelle in Stötteritz sowie in Kleinzschocher in Betrieb. Das Depot in Kleinzschocher befand sich in Höhe der Kötzschauer Straße.
Mit der Erweiterung des Streckennetzes ab 1909 wurden auch weitere Betriebshöfe gebaut. An der Landsberger Straße in Gohlis, in Höhe der heutigen Straßenbahnendstelle, ging am 30. Oktober 1910 ein neues Übernachtungsdepot in Betrieb. Der Linienverkehr endete hier zunächst weiterhin an der Ecke Heerstraße (Max-Liebermann-Straße) und es wurde eine eingleisige Betriebsstrecke von dort zum Depot angelegt. Mit Eröffnung der Strecke zur Zwenkauer Straße wurde auch an dieser Endstelle ein Depot eröffnet. Später entstand hier von der Bornaischen Straße ausgehend die Gleisschleife Hildebrandstraße, die teilweise durch das Depotgelände führte und erst in den 1990er Jahren stillgelegt wurde. Das letzte neue Depot wurde am 1. Juni 1913 in Paunsdorf eröffnet. Es ist bis heute in Betrieb. Von der Endstelle der Straßenbahn, die sich weiterhin an der Stadtgrenze befand, wurde wie in Gohlis eine eingleisige Betriebsstrecke zum Betriebshof gebaut. Erst später wurde der Linienverkehr bis zu den Depots in Gohlis und Paunsdorf ausgedehnt. Der letzte Streckenabschnitt in Gohlis ist noch heute eingleisig.

## Fahrzeuge
Die Fahrzeuge der LESt waren an den Seiten rot lackiert. Unten am Wagenkasten befand sich eine Leiste in beige, auf der „Leipziger Elektrische Strassenbahn“ stand. Die Stirnfronten waren teils rot, teils dunkelgrün.

### Triebwagen

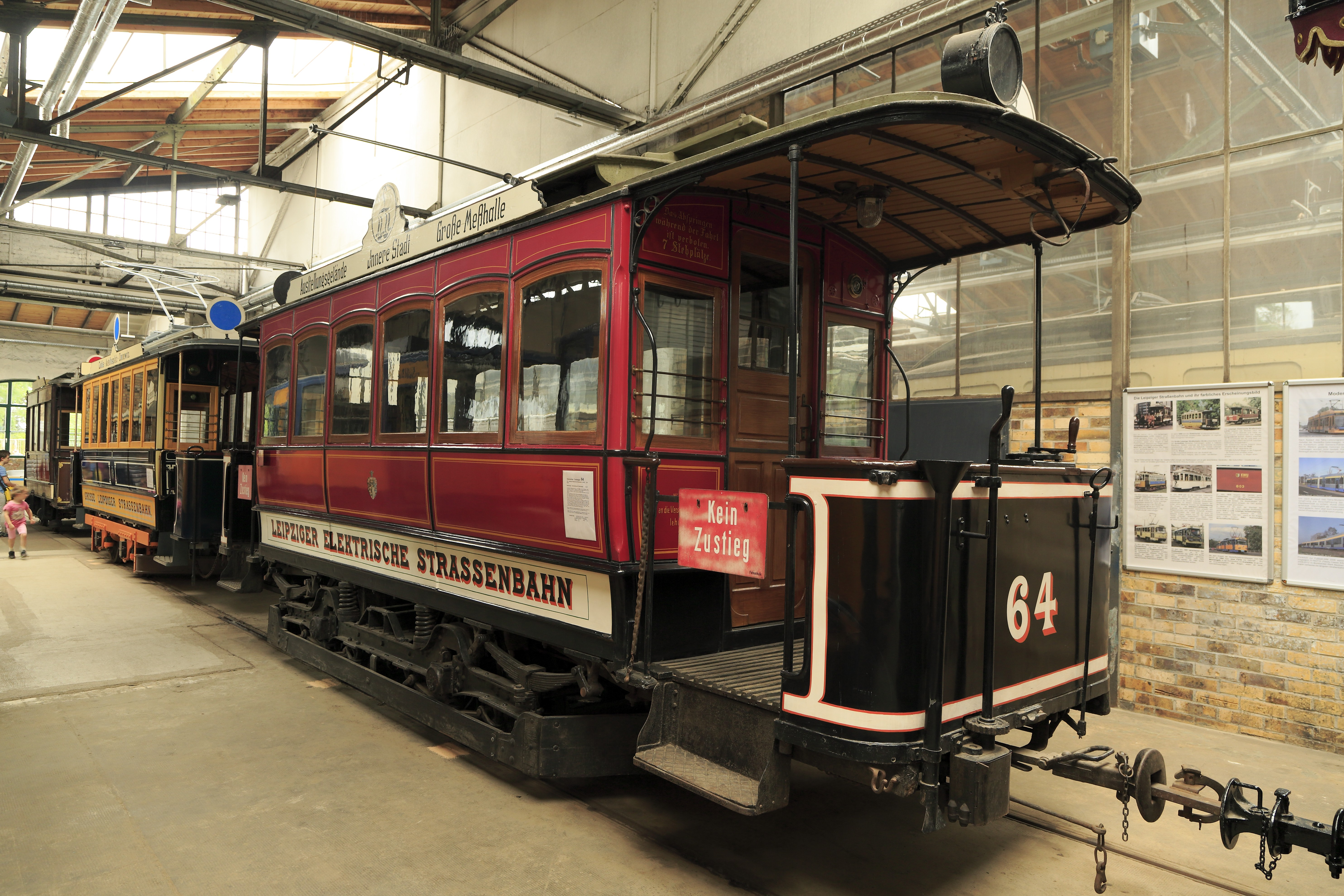
Triebwagen 64

Die ersten Triebwagen der LESt wurden 1896 von der Breslauer AG für Eisenbahn-Wagenbau (1–40) bzw. von der Firma Herbrand (41–70) gekauft. Herbrand lieferte im darauf folgenden Jahr die Triebwagen 121 bis 160. Alle diese Wagen waren nahezu baugleich. 1911 erhielten 30 der Wagen neue, stabilere Laufgestelle. Nach der Eingliederung der Wagen in den Fuhrpark der Großen Leipziger Straßenbahn, die erst 1920 erfolgte, erhielten die Triebwagen die Nummern 801 bis 892. Die übrigen 18 Wagen waren im Juni 1920 bei einem Depotbrand in Paunsdorf zerstört worden. Einer der Wagen, Nr. 64 (bzw. bei der GLSt 854), war lange heute im Verkehrsmuseum Dresden ausgestellt, nach der Auflösung der dortigen Nahverkehrsammlung kam er zurück nach Leipzig.
Zwanzig weitere Triebwagen lieferte Herbrand 1900 (Nrn. 161 bis 180). Sie wurden aufgrund ihrer großen Fenster „Salonwagen“ genannt. Die Wagen erhielten bei der GLSt die Nummern 893 bis 912.
Für die Streckenerweiterungen ab 1909 und eine Verdichtung des Fahrplans wurden weitere Triebwagen beschafft. Herbrand, inzwischen „Waggonfabrik Cöln-Ehrenfeld“, lieferte 1909 die Wagen 201 bis 225, die AG für Eisenbahn- und Militärbedarf Weimar lieferte 1911 die Wagen 226 bis 265 und die Hannoversche Waggonfabrik 1912 die Wagen 281 bis 285. Ebenfalls 1912 kamen die Wagen 266 bis 280 von der Sächsischen Waggonfabrik Werdau an, denen 1913 die Wagen 286 bis 300 und 401 bis 405 ebenfalls aus Werdau folgten. All diese ab 1909 beschafften Wagen waren nahezu baugleich. Acht von ihnen wurden beim Brand des Depots Paunsdorf 1920 zerstört, der Rest erhielt bei der GLSt die Nummern 913 bis 1009.
Die drei Baureihen von Triebwagen wurden bei der GLSt als Typ 14 bis 16 bezeichnet. Sie waren von Anfang an zweimotorig, mit der bei der GLSt verwendeten direktwirkenden Druckluftbremse konnte sich die Leitung der LESt jedoch nicht anfreunden. Gebremst wurde mit der Handbremse, die Beiwagenbremse wurde ebenfalls mechanisch angeschlossen. Dynamische Widerstsandsbremsen waren zu Anfang nicht vorgesehen, im Gefahrenfall war jedoch die Nutzung der Gegenstrombremse durch Aufschalten in Gegenrichtung zulässig. Die Wagen erhielten wie bei der GLSt Trichterkupplungen, die im gekuppelten Zustand eine nahezu steife Verbindung herstellten, jedoch mit anderen Maßen. Die Kuppeleisen der LESt hatten einen rechteckigen Querschnitt, die der GLSt einen quadratischen. Verglaste Triebwagenplattformen führte die LESt nicht mehr ein, obwohl sie bei anderen Betrieben schon vor 1910 üblich waren.

### Beiwagen

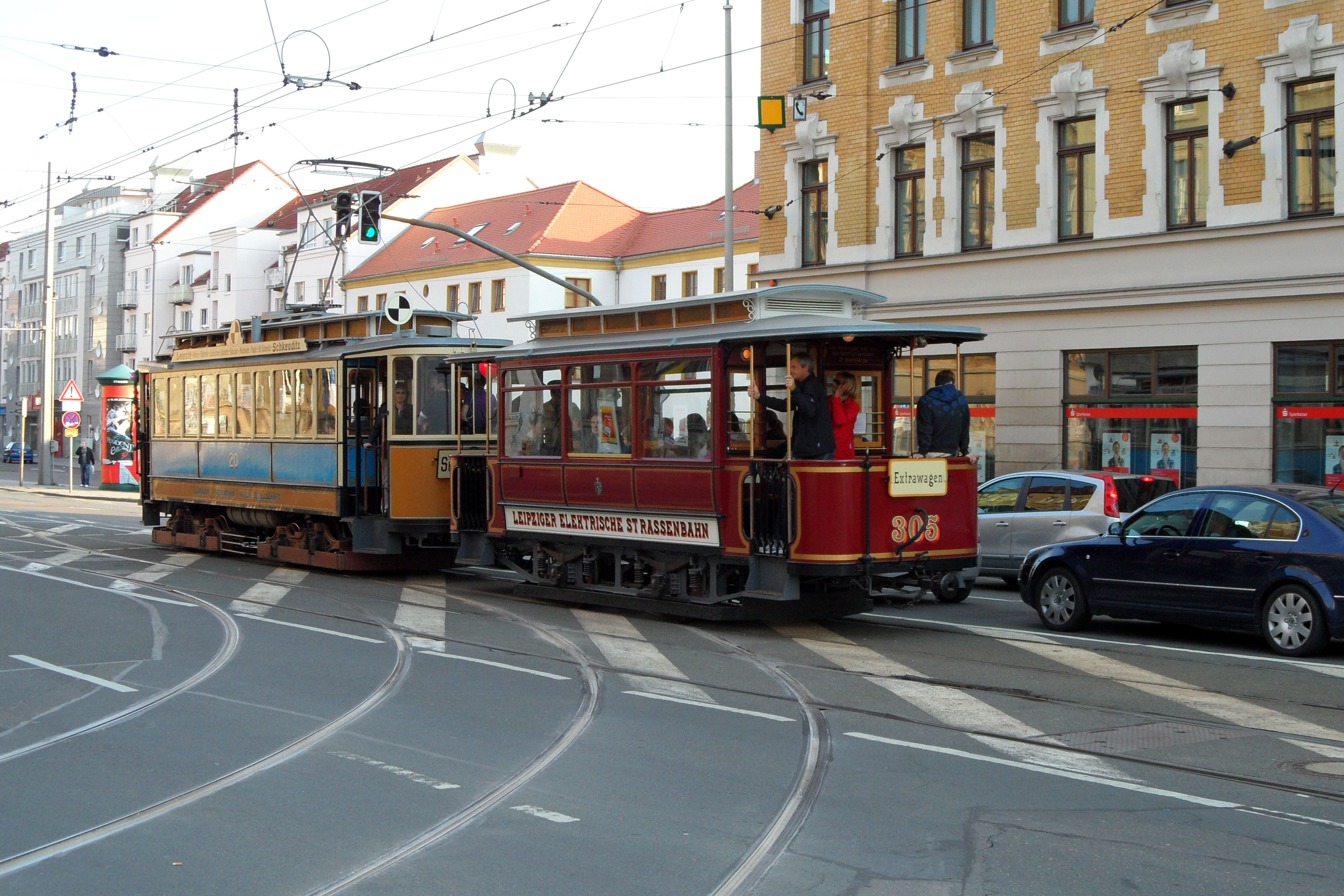
Beiwagen 305 des Typs 55^{I} und ein Maximumtriebwagen 20 der Leipziger Außenbahn vor dem Straßenbahnmuseum Leipzig

Von Anfang an verkehrten die Züge der LESt mit Beiwagen. Im Gegensatz zur GLSt konnte die LESt nicht vorhandene Pferdebahnwagen nutzen, deshalb waren die Beiwagen ausnahmslos Neubauten. 1896 beschaffte sie die Wagen 71 bis 90 von der Waggonfabrik Steinfurth in Königsberg. Diese Beiwagen sowie die Triebwagen, hinter denen diese Baureihe von Beiwagen lief, wurden 1911 mit neuen Fahrgestellen ausgestattet. Bei der GLSt erhielten die Beiwagen, die den Brand in Paunsdorf überlebten, die Nummern 1 bis 18.
Ebenfalls 1896 lieferte die Breslauer AG für Eisenbahn-Wagenbau die offenen Sommerbeiwagen 91 bis 120. Sie verfügten nicht über Fenster, sondern nur über Segeltuchvorhänge. Bis 1907 wurden sie mit herausnehmbaren Fenstern ausgestattet und so zu „umwandelbaren“ Wagen, sodass sie auch im Winter eingesetzt werden konnten. Ab 1915 wurden die Fenster im Sommer nicht mehr ausgebaut. Acht der Wagen verbrannten 1920 in Paunsdorf, die übrigen erhielten bei der GLSt die Nummern 19 bis 40.
Für die neue ab 1909 ausgelieferte Triebwagenserie beschaffte die LESt auch dazu passende Beiwagen. Die AG für Eisenbahn- und Militärbedarf Weimar lieferte bereits 1908 die Wagen 181 bis 195, 1911 die Wagen 196 bis 200 und 301 bis 345 und 1913 die Wagen 381 bis 400. Die Waggonfabrik Lindner lieferte 1912 bis 1913 außerdem die Triebwagen 346 bis 380 aus. Neun der Beiwagen verbrannten 1920 in Paunsdorf, die übrigen erhielten bei der GLSt die Nummern 41 bis 151.
Die drei Beiwagenbaureihen erhielten bei der GLSt die Bezeichnung Typ 53 bis 55. Die Beiwagen erhielten mechanisch vom Triebwagen betätigte Schleifenbremsen, die die Bewegungsenergie vergleichbar mit der Heberleinbremse zum Anlegen der Bremssohlen nutzte, allerdings nur bei Vorwärtsfahrt. Sollte beim Zurückrollen gebremst werden, musste der Beiwagenschaffner die Bremse auf übliche Spindelwirkung umstellen. Die Schleifenbremse ermöglichte nur das gebremste Mitführen eines Beiwagens.
Nach der Vereinigung der beiden Straßenbahnbetriebe wurden die Wagen technisch vereinheitlicht. Die für den Weiterbetrieb vorgesehenen LESt-Wagen erhielten insbesondere die Druckluftbremse und Kupplungen nach GLSt-Normen. Erst danach konnten sie gemischt eingesetzt werden.